# Tiroteio em igreja em Sutherland Springs
Em 5 de novembro de 2017, um tiroteio em massa ocorreu na Primeira Igreja Batista na pequena comunidade não incorporada de Sutherland Springs, no Texas, Estados Unidos, a cerca de 40 quilômetros a leste da cidade de San Antonio. Foi o tiroteio em igreja mais mortal na história do país, superando o massacre da igreja de Charleston em 2015.

## Tiroteio
Um homem armado entrou na igreja por volta das 11h30 (UTC−6) e começou a atirar. As fontes federais dizem que ele usou um rifle tipo AR-15(Ruger AR-556) e um porta-voz do Departamento de Segurança Pública do Texas disse que usava um colete balístico e estava vestido inteiramente em preto. Uma testemunha descreveu o ataque como um "tiroteio com arma semiautomática".
O homem atirador morreu com um tiro após uma perseguição com a polícia local através do Condado de Guadalupe embora não estivesse claro como ele morreu. A BBC informou: "Um cidadão local" agarrou seu rifle e começou a atirar no suspeito, antes que o homem armado fugisse para um carro ... não está claro se ele morreu por uma ferida de bala autoinfligida ou pelos tiros deste cidadão".
Agentes do FBI da vizinha San Antonio, juntamente com agentes da Secretaria de Álcool, Tabaco, Armas de Fogo e Explosivos, não revelou imediatamente o motivo do atirador nem descarta a possibilidade de vários atiradores.

## Vítimas
O atirador matou 26 pessoas e feriu mais de 20. Vinte e três morreram dentro da igreja, dois fora e um no hospital. As idades das vítimas variaram de 5 a 72 anos. O culto de domingo geralmente é visto por aproximadamente 50 pessoas. Varias crianças foram mortas, entre elas uma filha de 14 anos de idade do pastor da igreja Frank Pomeroy.
As vítimas foram levadas para o Centro Médico Connally Memorial em Floresville, o Hospital Universitário de San Antonio e o Centro Médico do Exército Brooke em Fort Sam Houston.

## Atirador
O autor foi identificado como Devin Patrick Kelley (Condado de Guadalupe, 21 de fevereiro de 1991 - Sutherland Springs, 5 de novembro de 2017), de 26 anos de idade. Ele serviu na Força Aérea dos Estados Unidos de 2009 a 2014 antes de ser desonerado. Ele passou por uma corte marcial em maio de 2014. De acordo com seu perfil do LinkedIn, após sua alta, ele foi brevemente auxiliar de um professor voluntário para a Escola Bíblica de Férias em Kingsville, Texas.
Kelley tinha uma residência em New Braunfels, Texas, que fica a cerca de 35 milhas de Sutherland Springs. De acordo com a polícia, ele os conduziu em uma perseguição de carro, após ter sido baleado e declarado morto.

## Reações
O presidente Donald Trump, que estava no Japão no momento do ataque, tweetou: "Que Deus esteja com o povo de Sutherland Springs, Texas. O FBI e os agentes da lei estão em cena. Estou monitorando a situação do Japão".
O governador do Texas, Greg Abbott, o procurador-geral do Texas, Ken Paxton, e os senadores John Cornyn e Ted Cruz, responderam por meio de declarações ou tweets.